# Kolej Bergamo Alta

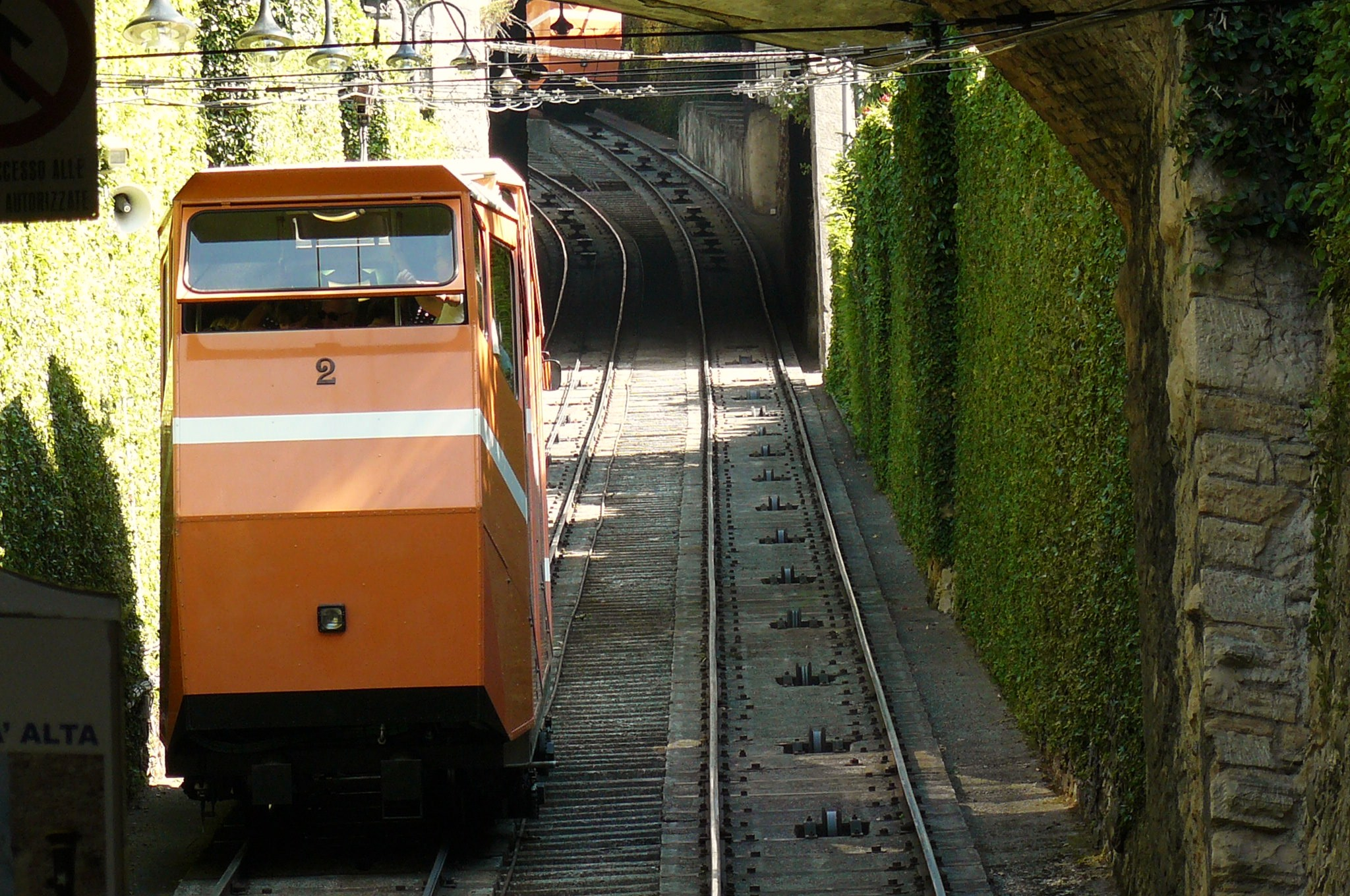
Wagon na trasie

Kolej Bergamo Alta (wł. Funicolare di Bergamo Alta) – kolej linowo-terenowa zlokalizowana w Bergamo we Włoszech.

## Historia
Pierwsza kolej linowo-torowa łącząca Dolne i Górne Miasto w Bergamo powstała w 1887 r. według projektu inżyniera Alessandro Ferrettiego. Był on właścicielem linii aż do jej przejęcia w 1906 przez miejskiego przewoźnika AMFTE (obecnie ATB). W 1917 postanowiono zwiększyć przepustowość linii i zmniejszyć liczbę obsługi. Modernizację wykonano według projektu inżyniera Zarettiego, a nowy napęd wykonała firma Stigler Otis. W latach 1920 i 1921 sprowadzono nowy tabor i całkowicie zmodernizowano obie stacje (górną i dolną). Dalsze prace przeprowadzono w latach 1954 oraz 1963-1964, kiedy to na trasę wyjechały wagony panoramiczne. Ostatni dotąd remont wykonano w 1987. W 2008 wykonano jeszcze wymianę automatyki sterującej koleją.

## Charakterystyka
Długość linii: tor prawy – 240 metrów, tor lewy – 234 metry, różnica wysokości – 85 metrów (z wysokości 271 m n.p.m. do 356 m n.p.m.), nachylenie – 52% (maksymalne). Na linii kursują dwa wagony z 50 miejscami każdy. Kontynuacją linii jest druga kolej linowo-torowa – Bergamo-San Vigilio.

## Galeria

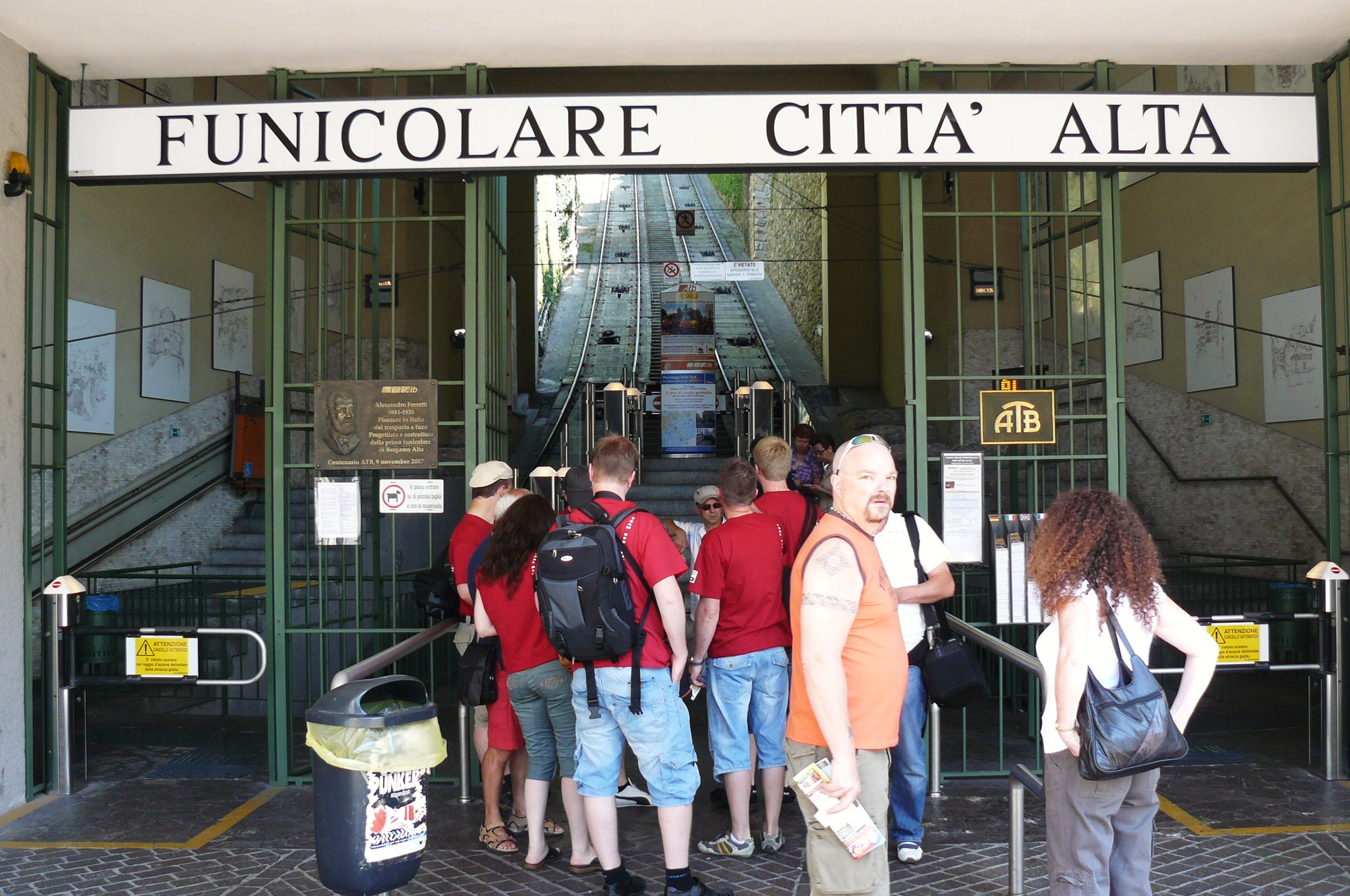
Stacja dolna
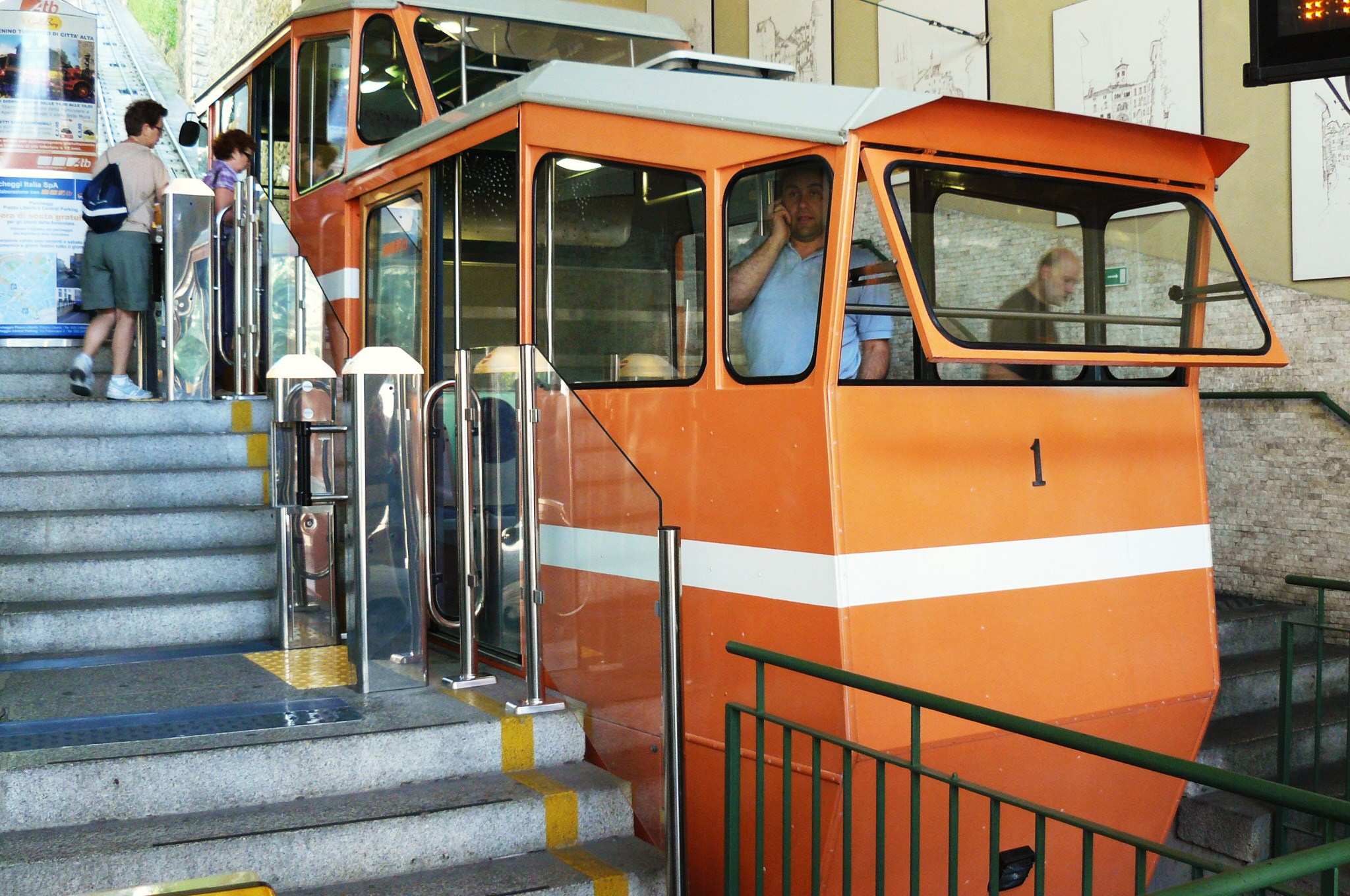
Peron dolny
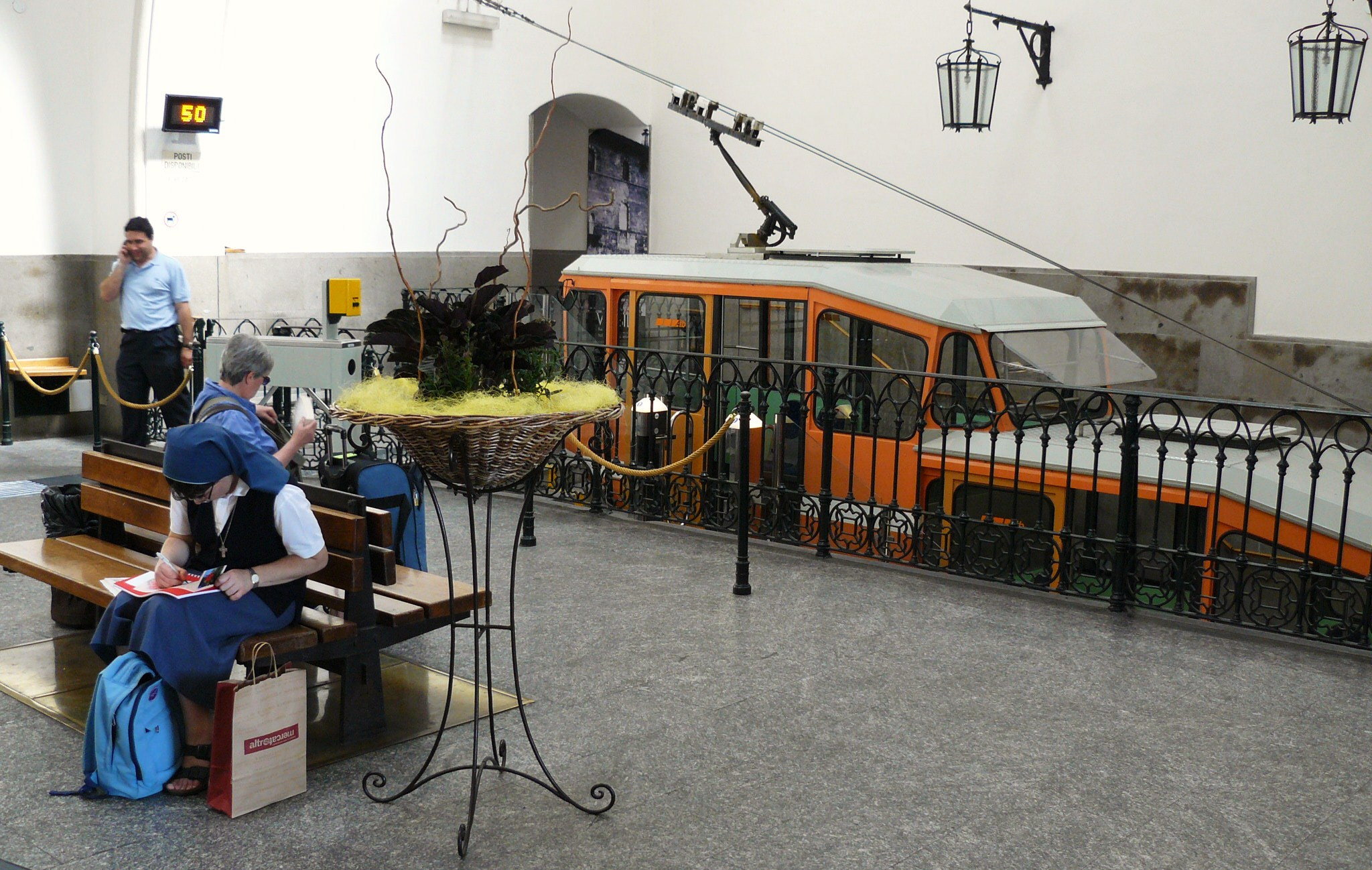
Stacja górna